# Motilina

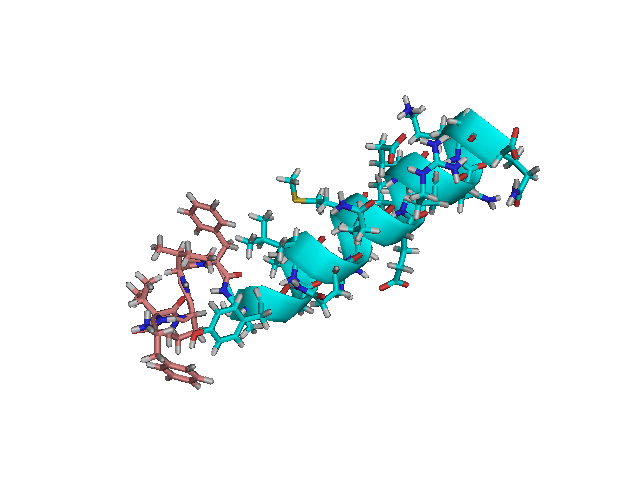
Estrutura da motilina em solução isotrópica fosfolipídica bicelar.

A motilina é um peptídeo produzido pelas células MO do intestino delgado, especialmente no duodeno e jejuno, identificada primeiramente em 1973, possui 22 aminoácidos e sua função é dependente da espécie (foi encontrada em porcos, coelhos, vacas, gatos, ovelhas e cavalos, porém não são encontrados em roedores, o que dificulta o estudo mais detalhado sobre o peptídeo) contudo sua principal função é a estimulação da motilidade gastro-intestinal.
Os receptores de motilina (MTLRs)(identificados primeiramente em 1999) são receptores acoplados à proteína G expressos em células musculares gastrointestinais e no plexo mioentérico,  mas não na mucosa e na submucosa do trato gastrointestinal em humanos. Ela possui grande homologia com os receptores da grelina, um hormônio peptídeo conhecido como o ''hormônio da fome'', que foram encontrados na mucosa, camada muscular e no plexo mioentérico e juntas atuam promovendo a motilidade gastrica.
Foi mostrado que a droga antibiótica eritromicina estimula MTLRs e imita a resposta motora observada após o tratamento da motilina tornando-os um importante alvo farmacêutico. Agonistas e antagonistas dos receptores de motilina podem fazer parte do arsenal terapêutico clínico para tratamento de obstipação e diarreia, respectivamente. No entanto, não costumam ser usadas devido a efeitos colaterais expressivos. Baixa produção de motilina favorece constipação, inchaço abdominal e obesidade.
A administração de eritromicina, induziu picos de fome e estimulou a solicitação de alimentos A motilina e a eritromicina são dois agonistas totais quimicamente distintos que atuam no receptor da motilina, elas se ligam a regiões distintas do MTLRs, enquanto a ação dessas diferentes classes químicas de agonistas produz um estado de ativação comum da face citosólica desse receptor que é responsável pela interação com sua proteína G. 

As concentrações plasmáticas de motilina flutuam durante o estado interdigestivo e regulam a atividade do complexo motor migratório (MMC), suas concentrações endógenas foram positivamente correlacionadas com a taxa de fome durante o estado de jejum em voluntários saudáveis